# Flota Świnoujście
Flota Świnoujście - Clube Desportivo Polonês, fundada em 17 de abril de 1957 como o ano em Świnoujście Militar Clube Desportivo "Flota". Em 1968, após a dissolução da Costa do Marfim, com base no estabelecido no Inter-Sport Club "Flota", que por sua vez, em 1986, tornou-se o MKS "Flota".
Hoje o clube tem três seções: o futebol, ponte e do desporto ténis de mesa. A equipa de futebol está agora em competições e campeonatos. Além disso, o clube também tem um time de futebol nas reservas liga o Distrito, 3 equipes júnior.
tradução :
Miejski Klub Sportowy Flota Świnoujście - Cidade Clube Esportes Frota Świnoujście
C.C.E Frota Świnoujście

## Títulos
- 3º lugar no Campeonato Polonês de Futebol 2ª Divisão 2011
- Primeiro lugar no Campeonato Polonês de Futebol 3ª Divisão em 2008
- O segundo lugar no Campeonato Polonês de Futebol 3ª Divisão 1993, 2003
- Terceiro lugar no Campeonato Polonês de Futebol 3ª Divisão 1995 2001, 2002
- Copa da Polônia a nível provincial (Copa Pomerânia Ocidental) em 1971, 1997, 2003, 2005
- Final Copa da Polônia a nível provincial (Copa Pomerânia Ocidental) em 2008

## História
5 décadas MKS Flota
Década 0 - dez anos de testes
A Flota foi 17 de abril de 1957. Isso não significa, claro, que só começou a existir em Świnoujście qualquer esporte. Sobre este assunto, não há documentos, mas ainda há testemunhas, lembrando que o período.
Como a mais antiga viva na memória de um time de futebol chamado de Construtores . Mas sua vida foi curta, e primeira tentativa do clube na formação de um verdadeiro feito apenas mediante a criação PPDiUR Odra. Formou-se perto do esporte, concentrando-se apenas os empregados, mas o nome adotado foi não relacionados com o mar ou pesca, mas associado a viagens distantes "Kolejarz". Presidida pelo Sr. George Zygmanowski ele e Kazimierz Szczoczarz. O clube foi destinada às empresas de pesca Spartakiada anual, e as seções principais de atletismo, natação, futebol e basquete, o boxe. O clube deixou de existir com a reorganização da economia marítima.
Outra tentativa foi o Clube Desportivo "Grom". Não abordou, os juros entretanto, resultados significativos, nem aumentou no governo.
Naquela época, o Exército construiu esportes roda 501 e 502 Ele primeiro ganhou em 1953 até a concorrência a nível central do exército polonês. Em 1954 ele foi o complexo de esportes de rua. Matejko o campo de futebol, pista de atletismo, duas quadras de tênis, campos de voleibol e basquetebol, e instalações sanitárias, que foram iniciadas pelos soldados da Marinha. E essa é a sua iniciativa, 17 de abril de 1957 foi amarrado Militar Clube Desportivo "Flota". O primeiro presidente foi o Sr. Marian Mamorski.
Uma década e no uniforme
Em contraste com a frota de ferroviários, embora fosse um clube militar, adoptada em suas fileiras e desportistas civil. O WKS operado seções: futebol, boxe, atletismo, halterofilismo, voleibol, estoques, tênis, tiro, vela, basquete e ginástica artística. Apesar da falta de base adequada para uma variedade tão grande de atletas, os marinheiros sofreram alguns sucessos espectaculares como pugilistas lutavam para a Liga Mundial, ganhou dois levantadores Campeonato Distrital de Stettin, vôlei levou o terceiro prêmio no torneio, as equipes de atletas militares tomaram o terceiro lugar nas competições distritais, ea ginasta Sophie Makarova, em 1964, ganhou o título de vice-polonês!
Os jogadores começaram a partir de uma classe. Em 1960, ele tomou o primeiro lugar nas competições do norte e do Classe A playoffs com os vencedores do sul do Stargard azul promovido à III Divisão Distrital (liga III, na sua forma actual, se não foi o vencedor dos campeonato distritais Baraz travada pela entrada para a segunda liga). Os jogadores principais na frota durante este período são: Waclaw Wroblewski, Joseph Daszczyk, John Kielar, Jerzy Gozdur, Jerzy Frankowski, John Mikulski. Leszek Zakrzewski Além disso, o atual chefe da equipe, sem uma Flota, não foi apenas a primeira de 7 anos.
Década II - A árdua luta pela sobrevivência
Em 1968, ele caiu como um raio a notícia de liquidação da WKS efeito Flota uma reorganização do desporto militar. No entanto, um grupo de entusiastas não desistiu e levou à inscrição do Inter-Sport Club, que assumiu as conquistas, o nome e as tradições da Marinha. É absolutamente necessário ter a fornecer os nomes das pessoas mais envolvidas com o esporte em Świnoujście sobreviveu e continua a existir: Eugene Marchelewski, Bronislaw Zielinski, Zenon Ciach. O clube de executar duas seções: futebol e boxe. No entanto, não tendo mais o apoio do exército e da indiferença das empresas e várias autoridades da cidade, mas o clube lutava com enormes dificuldades na angariação de fundos para manutenção e só por causa das formas conhecidas no Deputados acima mencionados, levaram a pedido das equipes para as competições na temporada de 1969/70 e sobrevivência rodada Outono. No inverno, o gelo Bureau com o apoio da Freguesia, o Presidente do Conselho - Marian Zawisza, que, porém, logo assumiu o cargo de presidente do clube. Restauradas para as seções de vida da retina e tênis. Em 1974 ele fundou o Clube Welfare Council atraindo mais e mais apostas no Flota. Essas vicissitudes de organização na fase inicial, obviamente, não é propício ao desenvolvimento. A equipa de futebol de 1970 balanse campeonato entre as zonas, e uma classe. Em 1970, entretanto, foi reforçado com seis jogadores Pogoń Szczecin (TUSIŃSKI Bruno, Paulo Mikuliszyn, Kononowicz Henry Edward Koladyński, George Gala). Depois ela voltou para o Campeonato Distrital teria ele nunca vai cair, e na véspera do vigésimo aniversário do clube promovido à III, a inter-liga. Em 1971, ganhou a Flota de primero Copa Pomerânia Ocidental (Distrito jogo de nível no Copa da Polônia ).
Década III - existência do mapa polonês
Era já a nível central. Os resultados das inter-campeonato já deu na imprensa central, esportes, começou a viajar fora da província, principalmente para a Grande. Subida histórica para a terceira divisão ocorreu em 1976. As três primeiras temporadas ter sido bem sucedida defesa do Campeonato Polonês de Futebol 3ª Divisão, em seguida, começou a equilibrar entre III e IV do campeonato entrando em 1987. No entanto, não permanecer na classe mais baixa não demorar mais de um ano. Durante esse período, apareceu na Flota, incluindo Stanislaw Zych, irmãos Miroslaw, Czeslaw Rybczynski, Jaroslaw Dunajko, Henry Polarczyk, Brothers Wójciccy, Cezary Kaluzny, Zbigniew Barczyk.
Década IV - Manter Campeonato Polonês de Futebol 3ª Divisão
Em 1987, a quinta vez que os jogadores foram promovidos para a terceira divisão. Desta vez por mais tempo, até 20 anos. Foi lento, mas o sucesso subir. Entretanto, em 1991 houve outro reestruturação significativa. Cuidados com o clube assumiu a cidade, eo primeiro presidente da MKS era então presidente - Abraham Milosz. Os efeitos não têm que esperar muito tempo. Já em 1992, a Flota tomou o segundo prêmio, que durante vários anos a tocar caixa. A maioria das temporadas desta década, no entanto, foi uma batalha feroz para a cidade para manter o Campeonato Polonês de Futebol 3ª Divisão. Nessa época, apareceu em jogadores como: Mariusz Witkowski, Dariusz Duszynski, Jarosław Chmielewski, Waldemar Broniecki, Leszek Labis, irmãos Przybylscy, Peter Pecyna, Jacek Ratajczak, Marcin Adamski, ou - mais tarde representante polonês e participante na Liga dos Campeões da UEFA.
Década V - III na vanguarda da Liga
Equipe Flota cada vez mais aumento e subiu mais alto. A temporada de 1997-98 estava na liderança, por muito tempo ainda em segundo lugar. Isso não impede - ao contrário mobilizados - o aparecimento da Campeonato Polonês de Futebol 3ª Divisão entre o vizinho para trás - Leśnik Międzyzdroje. Infelizmente, foi a época da reforma e para manter o torneio na terceira divisão deverá ter lugar não inferiores a sexta. Sucedido graças à vitória na última partida contra o Lech Poznan, eo Golden Gate Waldemar Broniecki. A próxima temporada foi o último em que a Flota é defendido contra a queda. A partir do Outono de 1999 ainda estava na Campeonato Polonês de Futebol 3ª Divisão chumbo, várias vezes, até mesmo tocar na Liga Mundial. O melhor foi 2003. Depois de uma primavera muito bem sucedido e à saída, mesmo vitórias sobre equipes da Flota principal ficou em segundo lugar na terceira divisão, ao vencer o Copa Pomerânia Ocidental. Isto deu a possibilidade de realizar a nível central, que está hospedando o primeiro Świnoujście ~ secundário e, em seguida os clubes da primeira divisão. Destino Kind atribuiu um muito conhecido, foi concedido aos clubes. No ŁKS Łódź, e quatro dias após o Widzew Łódź. Ambos Lodz obstáculos foram superados. 17 de setembro de 2003, celebramos o maior evento de futebol da história: a reunião de 1 / 8 final Copa da Polônia da Amica Wronki. Neste ponto, nós éramos os melhores do torneio dezesseis foi uma oportunidade real para promoção para o oitavo, mas infelizmente perdeu por um juiz desonesto. Pilares da equipe durante este tempo que Sérgio Prusak, Andrew Miazek, Pão de Martin, Marek Niewiada, Andrzej Noga, Marcin Lapinski, Krzysztof Kamil Jakubiak, e claro Mikula. Em 2005, a Flota adquirida OSiR secção de ténis de mesa, que acaba de ganhar a promoção para a liga. Em 2005, a Flota foi ganha novamente Copa Pomerânia Ocidental. Ela foi mantida este ano e subir para a equipa de segunda liga, venceu o segundo. Primeiro-jogadores da equipe são: Roman Sowinski, Dmitry Farejtorow, Paul Kibale, Whey e Andrzej Marek Wasowicz.
Década VI - fazer de novo?
Em 2006, houve uma grande surpresa, nada justifica a diminuição da Campeonato Polonês de Futebol 4ª Divisão. Equipe tenta desintegrado. Houve promotor ambicioso - Michael Leonowicz, se juntou à equipe, além de numerosos jovens uma verdadeira estrela - um representante dez vezes Polonês - Paweł Skrzypek, que logo assumiu o cargo de treinador do jogador. Sem muita dificuldade Flota equipe ganhou o Campeonato Polonês de Futebol 4ª Divisão e quarentena - como os anteriores duraram apenas um ano. Mas este não é o maior sonho. equipe pretende escalar muito mais alto, e os planos não são sem base real.
Flota em 2008 atingiu a fase final Copa Pomerânia Ocidental mas perdeu-a com Dąb Dębno Jogando no Campeonato Polonês de Futebol 3ª Divisão. Em 2008, a Flota ganhou as competições da Campeonato Polonês de Futebol 3ª Divisão, e foi promovido à segunda divisão. Este ano nós mudamos os nomes das ligas. A Flota está agora em Campeonato Polonês de Futebol 2ª Divisão ( 1. Liga Polska).
Clubes que jogam na Primeira e Segunda Liga não pode ocorrer em um copo regional (Copa Pomerânia Ocidental) Por conseguinte, clube, de maior sucesso sobre o mar Báltico - Pogoń Szczecin raramente ganha Copa Pomerânia Ocidental. 
Em sua primeira temporada na Campeonato Polonês de Futebol 2ª Divisão Flota Swinoujscie tomou 7 º lugar.
Atualmente em sua segunda temporada na Segunda Divisão Flota Swinoujscie leva 9 º lugar.

## Elenco 2014/2015
Atualizado em 30 de agosto de 2014
Nota: Bandeiras indicam equipe nacional, conforme definido pelas regras de elegibilidade da FIFA. Os jogadores podem ter mais de uma nacionalidade não-FIFA.
| N.º |          | Posição | Jogador           |
| --- | -------- | ------- | ----------------- |
| 1   | Polónia  | G       | Szymon Gasinski   |
| 2   | Polónia  | D       | Sebastian Zalepa  |
| 3   | Polónia  | D       | Radosław Jasiński |
| 4   | Polónia  | D       | Piotr Kieruzel    |
| 5   | Lituânia | D       | Klimas Gusocenko  |
| 6   | Polónia  | D       | Marek Opałacz     |
| 7   | Polónia  | M       | Lukasz Solowiej   |
| 8   | Polónia  | M       | Marek Niewiada    |
| 9   | Croácia  | M       | Nenad Erić        |
| 11  | Polónia  | M       | Rafal Grzelak     |

| N.º |                      | Posição | Jogador               |
| --- | -------------------- | ------- | --------------------- |
| 14  | Polónia              | M       | Tomasz Mokwa          |
| 16  | Polónia              | M       | Maciej Mysiak         |
| 17  | Polónia              | D       | Michal Stasiak        |
| 18  | Polónia              | M       | Krzysztof Bodziony    |
| 20  | Bósnia e Herzegovina | A       | Ensar Arifović        |
| 21  | Polónia              | M       | Bartosz Śpiączka      |
| 22  | Polónia              | M       | Robert Kolendowicz    |
| 23  | Polónia              | M       | Sebastian Kwiatkowski |
| 25  | Polónia              | G       | Jakub Kosiorek        |
|     | Nigéria              | A       | Charles Nwaogu        |